# Hours (MV Killa e Yung Snapp)
Hours è un album collaborativo del rapper italiano MV Killa e del rapper e produttore Yung Snapp, pubblicato l'11 dicembre 2020 dalla BFM Music e Island Records e distribuito dalla Universal.

## Descrizione
Il titolo dell'album è un gioco di parole che sottolinea da una parte le differenze complementari degli artisti (Yung Snapp va alla ricerca di sonorità più melodiche, mentre MV Killa incarna il rap old school fatto di tecnica e incastri ricercati) che sono raffigurate con due momenti distinti di una stessa giornata, le golden hours rappresentate da Snapp e le blue hours da MV Killa (raffigurati rispettivamente con questi colori sulla copertina del disco); dall'altra esprime il profondo senso di appartenenza e di identificazione, (h)ours, che li lega all'album.

## Promozione
Il disco è stato anticipato dai singoli Sex Appeal e Stars, pubblicati rispettivamente il 7 luglio e l'11 novembre 2020.
L'album è stato annunciato da MV Killa e Yung Snapp tramite i propri canali social il 30 novembre.
Il terzo singolo è Intro / Comm e semp, pubblicato il 4 dicembre, una settimana prima dell'uscita del disco.
La tracklist è stata poi svelata il 7 dicembre e nei giorni seguenti i due rapper hanno pubblicato qualche spoiler riguardante i brani Luntan a me, Aqua santa, Overdose, Splash e Business.
Gli ospiti sono tutti artisti affermati, partendo dai più noti in tutta Italia, come MadMan, Geolier e CoCo a volti affermati soprattutto a Napoli, come Le Scimmie (Vale Lambo e Lele Blade) ed Enzo Dong fino a passare per il duo Psicologi. Successivamente, il 15 gennaio 2021, è stato estratto un altro singolo dal disco accompagnato da un video musicale, Splash che ha riscontrato molto successo sulla piattaforma TikTok.

## Tracce
Testi di Marcello Valerio e Antonio Lago, eccetto dove indicato, musiche di Antonio Lago, eccetto dove indicato.
1. Intro / Comm e semp – 2:39
2. Aqua santa – 3:19
3. Luntan a me (feat. Geolier) – 2:23 (testo: Marcello Valerio, Antonio Lago, Emanuele Palumbo – musica: Antonio Lago, Simone Capurro)
4. Business – 3:14
5. Las Vegas (feat. Psicologi) – 3:19 (testo: Marcello Valerio, Antonio Lago, Marco De Cesaris, Alessio Aresu – musica: Antonio Lago, Simone Capurro)
6. Kylie (feat. MadMan) – 2:13 (testo: Marcello Valerio, Antonio Lago, Pierfrancesco Botrugno)
7. Stressy – 3:40
8. Stars – 2:39
9. Overdose (feat. CoCo) – 3:17 (testo: Marcello Valerio, Antonio Lago, Corrado Migliaro)
10. Splash (feat. Enzo Dong) – 2:53 (testo: Marcello Valerio, Antonio Lago, Vincenzo Mazzarella)
11. Baila – 2:48 (musica: Antonio Lago, Davide Totaro)
12. We uem (feat. Le Scimmie) – 3:30 (testo: Marcello Valerio, Antonio Lago, Valerio Apice, Alessandro Arena)
13. Sex Appeal – 3:21 (musica: Davide Totaro)
14. Outro / Ormai – 3:08

## Formazione
Musicisti
- MV Killa – voce
- Yung Snapp – voce
- Geolier – voce aggiuntiva (traccia 3)
- Psicologi – voce aggiuntiva (traccia 5)
- MadMan – voce aggiuntiva (traccia 6)
- CoCo – voce aggiuntiva (traccia 9)
- Enzo Dong – voce aggiuntiva (traccia 10)
- Vale Lambo – voce aggiuntiva (traccia 12)
- Lele Blade – voce aggiuntiva (traccia 12)

Produzione
- Yung Snapp – produzione (tracce 1, 2, 3, 4, 5, 6, 7, 8, 9, 10, 11, 12 e 14)
- Starchild – produzione (tracce 3 e 5)
- Dat Boi Dee – produzione (tracce 11 e 13)

## Classifiche
| Classifica (2021) | Posizione massima |
| ----------------- | ----------------- |
| Italia            | 29                |